# Salesforce
 (août 2020).
Salesforce est un éditeur de logiciels basé à San Francisco aux États-Unis. Il distribue des logiciels de gestion de type SaaS et héberge des applications d'entreprises. L'entreprise est surtout connue au niveau international pour ses solutions de gestion de la relation client (CRM). Fin février 2024, Salesforce est valorisé à près de 300 milliards de dollars.
En 2025, le Groupe lance une plateforme Agentforce 3 pour répondre à la demande croissante d'agents IA pour automatiser des tâches complexes, améliorer la productivité et personnaliser davantage les interactions clients. Cette plateforme intègre des outils de gouvernance de l'IA, de sécurité informatique et d'interopérabilité entre agents spécialisés, hétérogènes et de plus en plus capables d'opérer de manière autonome, de prendre des décisions et d'interagir avec d'autres systèmes ou avec les humains. Cet outil vise à standardiser le cycle de vie des agents IA, de leur conception à leur mise hors service, faisant suite aux versions précédentes, Agentforce 1 et Agentforce 2, qui elles ciblaient les fondations de l'architecture logicielle puis les capacités de base des agents.

## Historique

### Origine
En 1999, Marc Benioff, Parker Harris, Dave Moellenhoff et Frank Dominguez créent Salesforce, alors exclusivement spécialisée dans les logiciels SaaS (software as a service).
En juin 2004, la société est introduite au NASDAQ (sous le symbole boursier CRM), ce qui lui apporte 110 millions de dollarsaméricains.
En 2013 Parker Harris explique « Nous savons très bien que nous ne pouvons pas tout inventer. Nous cherchons à adopter une attitude très ouverte vis-à-vis de l'innovation (…), à percevoir quel modèle pourrait émerger après le nôtre, et pourrait nous challenger ».
L'entreprise est connue pour sa plateforme de données client (CDP) Salesforce Data Cloud qui centralise et unifie des données issues de multiples sources, permet une analyse en temps réel, susceptible d'améliorer la prise de décision, la réactivité et la personnalisation client. Initialement développée comme un logiciel de gestion de la relation client (CRM, customer relationship management).
Elle fournit aussi un outil appelé Tableau, qui est une plateforme d’analyse et de visualisation de données utilisable de manière intuitive.
Début 2025, dans le contexte d'une demande croissante d'intelligence artificielle agentique dans les systèmes d'IA, Salesforce lance une 3ème version de sa plateforme logicielle (Agentforce 3). Cette plateforme est dédiée à la conception, au développement et au déploiement, par les développeurs, d'agents intelligents autonomes pouvant être intégrés au sein d'entreprises, de collectivités et tout système numérique complexe. Le développeur y définit les comportements, les objectifs et les interactions des agents IA dont il aura besoin, en s'aidant de bibliothèques de modèles pré-entraînés et d'outils de « programmation orientée agent ». Il y dispose de capacités de déploiement « multi-cloud » et sur site ; d'un tableau de bord centralisé ; et d'outils d'orchestration, de surveillance et de maintenance de milliers d'agents simultanément. Le développeur peut suivre la performance de chaque agent, détecter des anomalies et gérer le cycle de vie de ces agents (mises à jour, maintenance prédictive...).
La gouvernance et l'éthique sont assistés par des modules intégrés consacrés au respect des réglementations sur l'IA (par exemple, l'AI Act de l'Union européenne), la traçabilité des décisions des agents, la gestion des biais et des mécanismes d'audit éthique). Des protocoles de sécurité visent à protéger les agents contre les cyberattaques, garantir la confidentialité des données traitées et prévenir d'éventuels comportements malveillants ou indésirés. Des Cadres de communication standardisés sont pré-intégrés (par exemple basés sur des protocoles JES) permettant aux agents de différentes plateformes (ou développés par différents acteurs) de pouvoir néanmoins collaborer efficacement. Agentforce 3 se présente comme utile pour les applications où l'autonomie et l'interaction des agents sont cruciales, dont par exemple :
- services clients automatisés : Amélioration des chatbots et assistants virtuels avec des capacités de raisonnement plus profondes et une gestion autonome des requêtes complexes ;
- optimisation industrielle : Agents chargés de l'optimisation des chaînes de production, de la Maintenance prédictive, et de la gestion de la logistique dans l'Industrie 4.0 ;
- gestion énergétique intelligente : Agents IA optimisant la consommation d'énergie dans les bâtiments intelligents ou gérant les flux d'énergie dans les réseaux électriques intelligents ;
- simulation et recherche : Création d'environnements de simulation complexes pour tester le comportement d'agents dans des scénarios variés, utile pour la recherche en IA générale et en Système multi-agents.

### Localisation
Outre son siège social à San Francisco en Californie sur la côte Ouest des États-Unis (tour Salesforce), l'entreprise a plusieurs sièges régionaux : Dublin (pour l'Europe, le Moyen-Orient et l'Afrique), Singapour (pour l'Asie-Pacifique) et Tokyo (pour le Japon). Elle a également des implantations dans de nombreux pays européens comme la France, le Royaume-Uni ou l'Allemagne.
En France, Salesforce est présente à Paris et à Grenoble, où l'entreprise a ouvert un centre de recherche et développement en mai 2013.
L'entreprise centralise ses données dans plusieurs datacenters : aux États-Unis, au Japon (à Tokyo) et dans 3 centres en Europe au Royaume Uni, en Allemagne et en France (ouvert en juin 2016).

### Licenciements

#### Plan social 2023
Salesforce annonce licencier 10 % de ses effectifs en 2023 (au 31 décembre 2022, l'entreprise comptait 79 000 salariés dans le monde) avec le projet de fermer certains bureaux.

### Principaux actionnaires
Liste des principaux actionnaire au 2 avril 2024 :
| Vanguard Fiduciary Trust Co.                        | 8,639 % |
| BlackRock Advisors LLC                              | 5,787 % |
| State Street Corporation                            | 4,756 % |
| Fidelity Management & Research Co. LLC              | 3,741 % |
| Marc Benioff                                        | 2,379 % |
| Eaton Vance Management                              | 2,085 % |
| Capital Research & Management Co. (World Investors) | 2,021 % |
| Geode Capital Management LLC                        | 1,911 % |
| Fisher Asset Management LLC                         | 1,540 % |
| BlackRock Life Ltd.                                 | 1,482 % |

### Acquisitions
Depuis sa création, Salesforce mène une politique active d'acquisitions, procédant successivement au rachat d'une vingtaine de sociétés de toutes tailles, pour renforcer sa présence sur certains marchés spécifiques (outils pour les directions marketing notamment) et conserver son leadership. Elle dispose notamment d'outils de pilotage marketing en mode cloud, d'analyse et de gestion de la présence des marques sur les réseaux sociaux.
En juin 2019, Salesforce réalise l'acquisition de Tableau Software, éditeur de logiciels basé en Californie. L'opération, réalisée en actions, valorise la société achetée à 15,7 milliards de dollars. L'objectif affiché par Salesforce est de se renforcer dans l'analyse et la visualisation de données, en concurrençant notamment Excel, édité par Microsoft. En juillet 2019, Salesforce annonce l'acquisition de l'entreprise israélienne ClickSoftware, pour 1,35 milliard de dollars.
Salesforce a annoncé mardi 1er décembre 2020 l'acquisition de la messagerie d'entreprises Slack. Cette opération devrait lui permettre d'entrer en compétition plus frontale avec Microsoft, qui domine le cloud avec Amazon. La transaction, en actions et numéraire, valorise Slack à 27,7 milliards de dollars,. Il s'agit de l'acquisition la plus importante de l'histoire de Salesforce.
En mai 2025 Salesforce annonce le rachat d'Informatica pour un montant de huit milliards de dollars. Par cette opération Salesforce espère se renforcer dans l'intelligence artificielle agentique.

## Produits et services

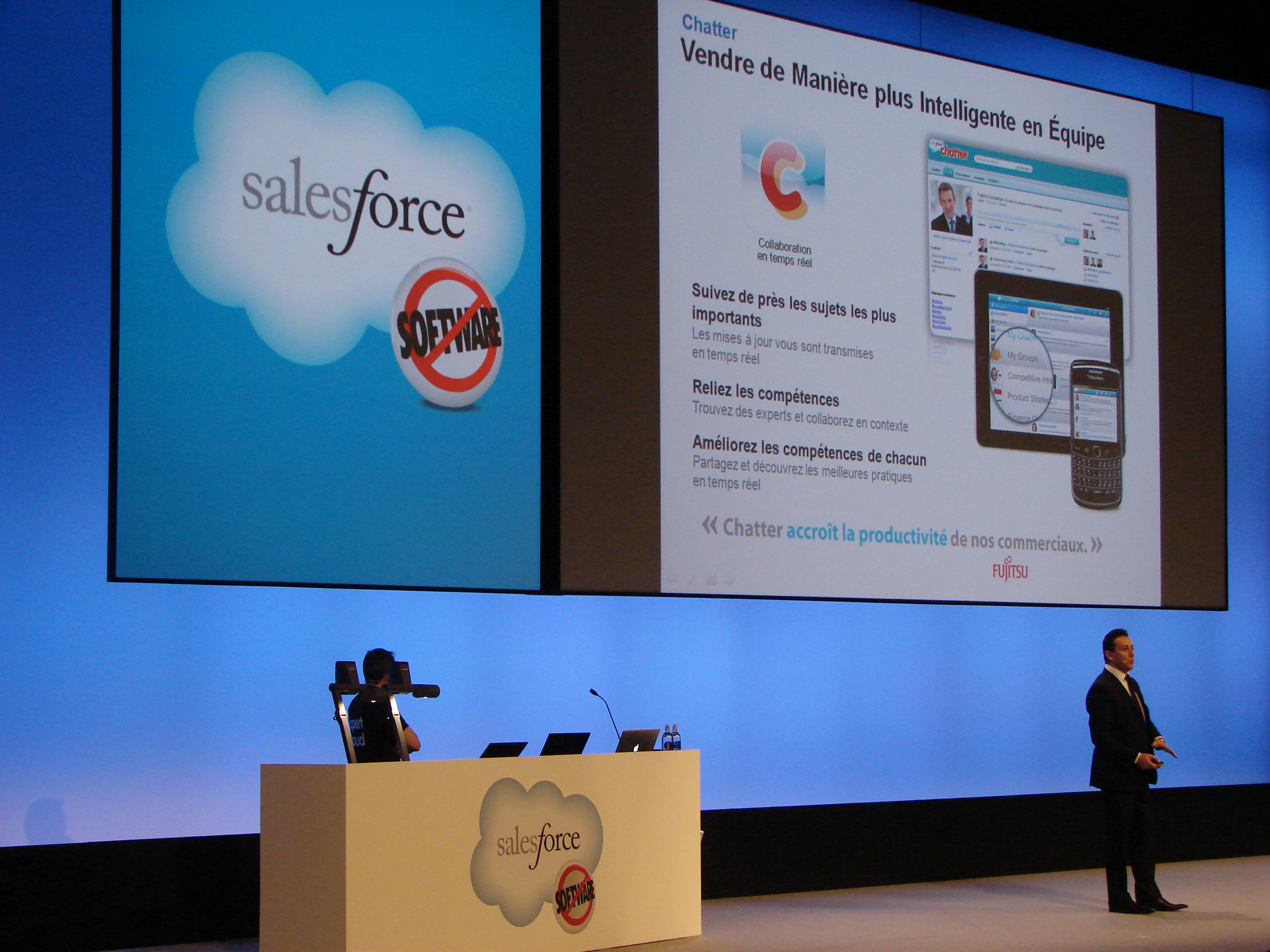
Présentation du travail en équipe avec Salesforce.com.

Les solutions de Salesforce sont regroupées en plusieurs grandes catégories : Sales Cloud, Services Cloud, Force.com et Appexchange, Chatter et Community Cloud, Marketing Cloud et Analytics Cloud. Ces outils sont parfois « détournés » pour être utilisés dans d'autres domaines (biologie par exemple)

### Chatter et Community Cloud
Créée en juin 2010, Chatter est une plate-forme collaborative en temps-réel permettant aux collaborateurs d'une même entreprise de mettre à jour leur profil et d'échanger et partager tous types d'informations sur leurs activités professionnelles du quotidien. Ce service de réseau social d'entreprise fait partie de la plateforme Force.com. Son point fort, selon Salesforce, est qu'il intègre des "process métiers" avec lesquels les employés peuvent collaborer, comme la validation d'une note de frais, d'une commande…
En 2014, « Community Cloud » permet de créer des plateformes communautaires personnalisées en ligne, et d'optimiser la collaboration au sein des entreprises. Accessibles en mobilité, reliés aux réseaux sociaux et directement connectés aux processus métiers, elles permettent de connecter directement les clients, partenaires et collaborateurs. En 2021, Community Cloud change de nom (devenant Experience Cloud).

### Marketing cloud
Lancée en 2012, Marketing Cloud est une plateforme marketing permettant d'établir des relations personnalisées avec les clients, à travers tous les canaux, et en mobilité : e-mails, web, réseaux sociaux, objets connectés…
Agrégeant les fonctionnalités de Radian6 (écoute et captation d'informations), buddy media (publication de contenus), ExactTarget (marketing multicanaux et parcours client) et social.com (publicité), la plateforme permet d'organiser et de suivre les campagnes sur tous les canaux. Elle permet également d'extraire et d'exploiter l'ensemble des données recueillies lors des interactions avec les clients, pour leur proposer du contenu d'autant plus ciblé, personnalisé et en adéquation avec leurs besoins.

### Analytics Cloud
Analytics Cloud est la première plateforme cloud analytique reposant sur la technologie Wave. Elle est accessible depuis ordinateurs, smartphones et tablettes. La plateforme permet aux entreprises d'analyser leurs données, de partager les analyses entre collaborateurs et d'en tirer les informations nécessaires afin d'identifier des opportunités commerciales.

### Intelligence artificielle
En 2014, la société lance Trailhead, une plateforme gratuite d'apprentissage en ligne, et, en octobre, annonce développer une « plateforme de réussite client » (Customer Success Platform). 
En septembre 2016, Salesforce annonce lancer Einstein, une plateforme d'IA agentique prenant en charge plusieurs services en cloud. Elle aurait acheté 20 millions de dollars le droit à être, pour 20 ans, la seule société de logiciels à vocation commerciale à utiliser l'image d'Albert Einstein.
En octobre 2024, Einstein est remplacé par Agentforce, une suite d'agents d'intelligence artificielle générative (IAg) intégrée au logiciel de gestion de la relation client destinée à optimiser la gestion de la relation client en automatisant des tâches telles que la qualification des leads, la rédaction d'emails commerciaux et la génération de rapports en temps réel, et en mai 2025, Salesforce a étendu Agentforce aux ressources humaines (permettant aux employés de gérer leurs demandes RH via un agent conversationnel intégré à Slack et aux portails RH).

## L'écosystème Salesforce
L'entreprise organise chaque année à San Francisco une manifestation baptisée Dreamforce, regroupant les développeurs de tous les pays, les clients et prospects ainsi que les partenaires, pour des présentations, démonstrations, conférences, ateliers, ainsi qu'une exposition.
Salesforce a par ailleurs constitué un réseau important d'intégrateurs spécialisés sur son logiciel, notamment en les mettant en avant sur l'AppExchange avec 5 niveaux de partenariats (Registered Silver, Gold, Platinum, Global Strategic Partner), et de nombreuses formations & accréditation sur chaque sujet. Début 2021, presque 2000 intégrateurs étaient listés sur l'AppExchange de Salesforce.

## Impact social de Salesforce

### Fondation Salesforce
Salesforce a créé une fondation d'entreprise pour accompagner et financer des projets portés par des organisations caritatives. 1 % du temps de travail des collaborateurs, 1 % des produits et 1 % des capitaux propres sont dédiés à ces projets, essentiellement destinés à la jeunesse et à l'amélioration des technologies.
La fondation Salesforce soutient ainsi les organisations à but non lucratif dans leur gestion, en leur fournissant des solutions et applications. Plus de 22 000 organismes ont bénéficié de ce partenariat pour optimiser leurs campagnes de communication ou leurs collectes de fonds.

### Procès Backpage.com de 2019
En mars 2019, 50 femmes ont anonymement intenté un procès à Salesforce pour sa collaboration avec le site de petites annonces Backpage.com. Les plaignantes indiquaient avoir été victimes de viols, d'abus sexuels et de trafic d'être humain par l'intermédiaire de celui-ci. Salesforce aurait vendu des outils à Backpage alors même qu'il faisait publiquement campagne contre le trafic d'êtres humains.

## Relations avec la communauté informatique

### Licenciement des développeurs de Meatpistol au DEFCON 2017
Lors de la présentation à la conférence DEFCON 2017 de l'outil Meatpistol développé par des employés de Salesforce, le directeur de la sécurité offensive ainsi qu'un ingénieur ont été licenciés par l'un des directeurs généraux de l'entreprise. La présentation avait été approuvée avant la conférence mais 1 h avant la présentation, l'équipe de direction de Salesforce a changé d'avis. Aucune explication publique n'a été fournie. Le directeur de la sécurité offensive avait éteint son téléphone pour la conférence et n'avait pu être prévenu avant la présentation.
Les deux employés ont reçu très rapidement le soutien de l'IETF ainsi que de la communauté de sécurité informatique,.

## Concurrents
- SAP (entreprise)
- Adobe (entreprise)
- HubSpot (sur la partie gestion de la relation client)
- Microsoft